# A spessarti fogadó
A spessarti fogadó 1958-ban bemutatott NSZK kalandfilm, vígjáték, alapja Wilhelm Hauff 1828-ban megjelent Mesealmanachjának kerettörténete a spessarti rablókról. Az év legsikeresebb német filmje lett, két folytatása is készült a későbbiekben. Magyarországon 1960-ban mutatták be, szinkronja 1970-ben készült, televízióban több alkalommal adták.

## Cselekmény
1820, egy spessarti kisváros főtere. Egy szamárfogatos, medvés mutatványos egy balladát énekel a félelmetes spessarti erdőről, ahol rablók és útonállók figyelik az utazók minden lépését, a még félelmetesebb erdei fogadóról, ahol a gazdag vendég nem biztos, hogy megéri a reggelt, mert éjjel kifosztják és megölik. Balladájából egy különös történet bontakozik ki.
Az útonállók főként az erdőn átutazókra pályáznak. A banda egyik trükkje, hogy az erdei utakon ágakkal letakart gödröket ásnak, majd a megsérült kocsik utasait két, vándornak álcázott tagjuk a fogadóba irányítja, ahol éjjel lecsapnak rájuk és váltságdíjat követelnek értük. Kastélyokat is fosztogatnak, valamiért különös előszeretettel rabolják ki a környék urát, a fösvény von Sandau grófot, aki nevetséges 20 arany jutalmat is kitűzött a rablókra.
A bandára rossz napok járnak, amióta egy új, emberséges rablókapitány vezeti őket. Knoll és Funzen, a két rosszul fizetett útonálló egymásnak panaszkodik a soron lévő gödör ásása közben, régen minden jobb volt, mára kiveszett a szakmából a romantika, inkább maradtak volna meg önállóan dolgozó zsebesnek, akkor legalább nem volna főnökük és maguk osztanák be a munkaidejüket, tetejébe lassan becsületes munkával is több lehet keresni, mint itt. A fogadós is elégedetlen, mit kell váltságdíjjal vacakolni, az utazóktól el kell szedni amilyük van, aztán kinyírni őket mint régen és kész. Az erőszakos hajlamú alvezér már a többieket is lázítja a túl emberséges rablókapitány ellen.
Alkonyatkor egy hintó hajt át az erdőn, utasai a fiatal Franziska von Sandau grófnő, az apja által számára kijelölt koros, kissé ügyefogyott, de igen gazdag jegyese, a komornája és egy pap, éppen a Franziska által nem kívánt esküvőjükre igyekeznek Würzburgba. A kocsi belehajt a rablók által ásott gödörbe, kissé megsérül és közeleg az este. Knoll és Funzen, akik most is utazóknak mutatják magukat, rábeszélik őket a fogadóra, hogy ott töltsék az éjszakát. A fogadóban rajtuk kívül csak két vendég van, Peter és Felix, két fiatal, szintén Würzburgba tartó vándor mesterlegény, akik szintén a rablóktól félve töltik az éjszakát a fogadóban. A fiatal felszolgáló lány titokban figyelmezteti őket, tán jobb lenne tovább állniuk, ha meg akarják érni a reggelt, de mire elmenekülnének, megérkeznek a rablók.
Franziska váltságdíja 20000 arany, míg meg nem érkezik a pénz, addig ő, a komornája és a pap fogoly marad, a kocsisok és a báró mehetnek a váltságdíjért. Franziska és Felix, az egyik vándorlegény titokban ruhát cserélnek, Felixből lefátylazott grófnő, a grófnőből fiatal legény lesz. A kapitánynak annyira megtetszik a vagány és nagyszájú „fiú“, hogy be akarja venni a bandába, azonban ő és Peter sikeresen elmenekülnek lóháton. Otthon azonban gond van. Az öreg gróf nem képes az eseményeket megérteni, ha ott a lánya, akkor miért kéne fizetnie, végül nehezen, de felfogja, hogy a lánya helyett ottmaradottak veszélyben vannak. Noha lányáért még csak-csak kifizetné a váltságdíjat, viszont a többiekért, a vele helyet cserélt fiúért, a komornáért és a papért már nem, tetejébe már úgyis riadóztatta Von Teckel ezredest és katonáit a rablók ellen. Franziska ezen annyira felháborodik, hogy visszavágtat az erdőbe, ha ott van a rablók között, apja már fizetni fog érte és így a többiekért is.
A rablók táborába visszatérve annyira sikeresen adja elő a vagány bűnözőpalántát, hogy a kapitány maga mellé veszi szolgának, ám reggel észreveszi Franziska addig sapka alá rejtett hosszú haját. Úriember módjára viselkedik, a többieknek nem szól, de ha észreveszik, hogy nő, a fátyol alá rejtve meg fiú van, akkor nem tudja megvédeni őket a banda haragjától. Franziska biztosítja, hogy meg fogják kapni a váltságdíjat. A gróf úr a lányára való tekintettel a báró vőlegénnyel el is küldi a pénzt. A katonai akciót lánya kiszabadulásáig próbálná lefújni, de sikertelenül.
Az ütődött vőlegény és a pénz azonban nem jut el a rablótáborig. A fogadóban Knoll és Funzen, a két vidám rabló meg szeretné tartani magának az aranyat, tervük, hogy leitatják a bárót. Ez annyira jól sikerül, hogy ők is alaposan berúgnak, mire Von Teckel ezredes és katonái a fogadóba érnek, már mindhárman részegek. A két rabló jobb híján azt hazudja, hogy becsületes polgár módjára csak vigyáztak a pénzre és a báróra, ezért az ezredes dicséretben részesíti őket. Mivel az arany nem érkezett meg a táborba és a katonaság is közeledik, a rablókat az alvezér fellázítja, a kapitányt és Franziskát egyaránt kötélen szeretné látni. Egy kiadós és humoros verekedés után mindnyájuknak sikerül elmenekülniük, a katonák a rablókat elfogják.
Franziska a kastély tornyában rejtegeti a mindenfelé keresett kapitányt. Elmesél neki egy történetet egy gazdag grófkisasszonyról, akit apja nem kívánt házasságba akar kényszeríteni, ám ő szerelmes lesz egy rablóvezérbe. A kapitány is elmesél egy történetet egy itáliai grófról, aki nagy összegű kölcsönt adott egy spessarti grófnak, aki azonban azt sosem adta vissza, a család tönkrement, a gróf a bánatába belehalt. Volt egy fia is, aki szolgájával elindult Spessartba, hogy visszakövetelje a tartozást. Az erdőben rablók támadták rájuk. Szolgája elmenekült, neki már nyakán volt a kötél, amikor villám csapott a fába, ami kettétört. A rablók ezt pokoli jelnek vélték és felajánlották számára a kapitányságot. Két választása volt, vagy halott gróf, vagy élő rablókapitány lesz.
Mivel a katonák a kastélyt is átvizsgálják, innen is menekülnie kell. A városban találkozik az erdei támadás óta nem látott szolgájával, aki nem más, mint a történet eleji dalnok és mutatványos. Franziska boldogtalanul készül az esküvőjére, a kapitány az utolsó percben megszökteti és ekkor fel is fedi kilétét az öreg grófnak, aki kétségbeesve ígérgeti, visszafizeti az egész tartozást, minden kincsét odaadja, csak kapja vissza a lányát. A férfi válasza: tartsa meg a kincseit, én viszem a magamét, majd Franziskával elhajtanak. Knoll és Funzen hálából a visszavitt aranyért munkát kapnak a grófnál, Peter és Felix sem marad magára, egyikük a komornával, másikuk egy szolgálólánnyal vigasztalódik.
Az öreg dalnok ezzel végére ér a rablóballadának, már csak egy kérése marad a tisztelt hallgatósághoz: ha tetszett a történetem, részesítsenek kegyes adományaikban, hogy etethessem állataimat és gazdájukat.

## Szereplők
- Liselotte Pulver: Franziska von Sandau grófnő (Pálos Zsuzsa)
- Herbert Hübner: az öreg Sandau gróf (Képessy József)
- Günther Lüders: Sperling báró, az ügyefogyott vőlegény (Velenczey István)
- Carlos Thompson: rablókapitány (Buss Gyula)
- Rudolf Vogel: Parucchio, dalnok és mutatványos (Csákányi László)
- Wolfgang Neuss: Knoll, útonálló (Márkus László)
- Wolfgang Müller: Funzel, útonálló
- Hans Clarin: Peter, vándor mesterlegény (Harsányi Gábor)
- Helmuth Lohner: Felix, vándor mesterlegény (Benkő Péter)
- Hubert von Meyerinck: von Teckel ezredes (Gera Zoltán)
- Paul Esser: a rablók alvezére (Szabó Ottó)
- Ina Peters: Barbara, a komorna (Szilvássy Annamária)
- Otto Storr: Lelkész (Györffy György)

## A cselekmény helyszíne
1826-ban Hauff Nördlingenből Frankfurt am Mainba tartva feltehetőleg megállt a Mespelbrunn melletti Hessenthalban, néhány kilométerre a cselekmény szerint helyszíntől. Az általa leírt „hosszú, de alacsony fogadó“ külsőleg teljesen megegyezik az ottani, már akkor is létezett és azóta is létező Alte Post fogadóval. Feltételezik, hogy a rossz hírű rablótanya külső leírását innen vette Hauff. Magának fogadónak a helyszíne a hagyomány szerint a valóságban is létezett Wirtshaus Hochspessart volt, a Spessart rengetegének közepén, Mespelbrunntól tíz, Würzburgtól mintegy negyven  kilométerre. A fogadó kb. 1820-ig működött, a házat 1959-ben bontották le, a filmben is látható módon az A3 autópálya  pihenőhelyének építése miatt. A hatalmas pihenőhely melletti, pár házból álló település neve Rohrbrunn. 

A Sandau-kastély Hauff műve szerint az innen mintegy 20 kilométerre nyugatra fekvő Aschaffenburg város közelében volt. Innen Würzburg, ahová a grófnőék és a mesterlegények igyekeztek mintegy 80 kilométer, hintóval egy, gyalog három egész napos utazás. Az út nagyjából harmada a tartozott a nehezen járható és rablóveszélyes hegységhez.

## Forgatási helyszínek
- A bajorországi mespelbrunni kastély, mint a Sandau-kastély.

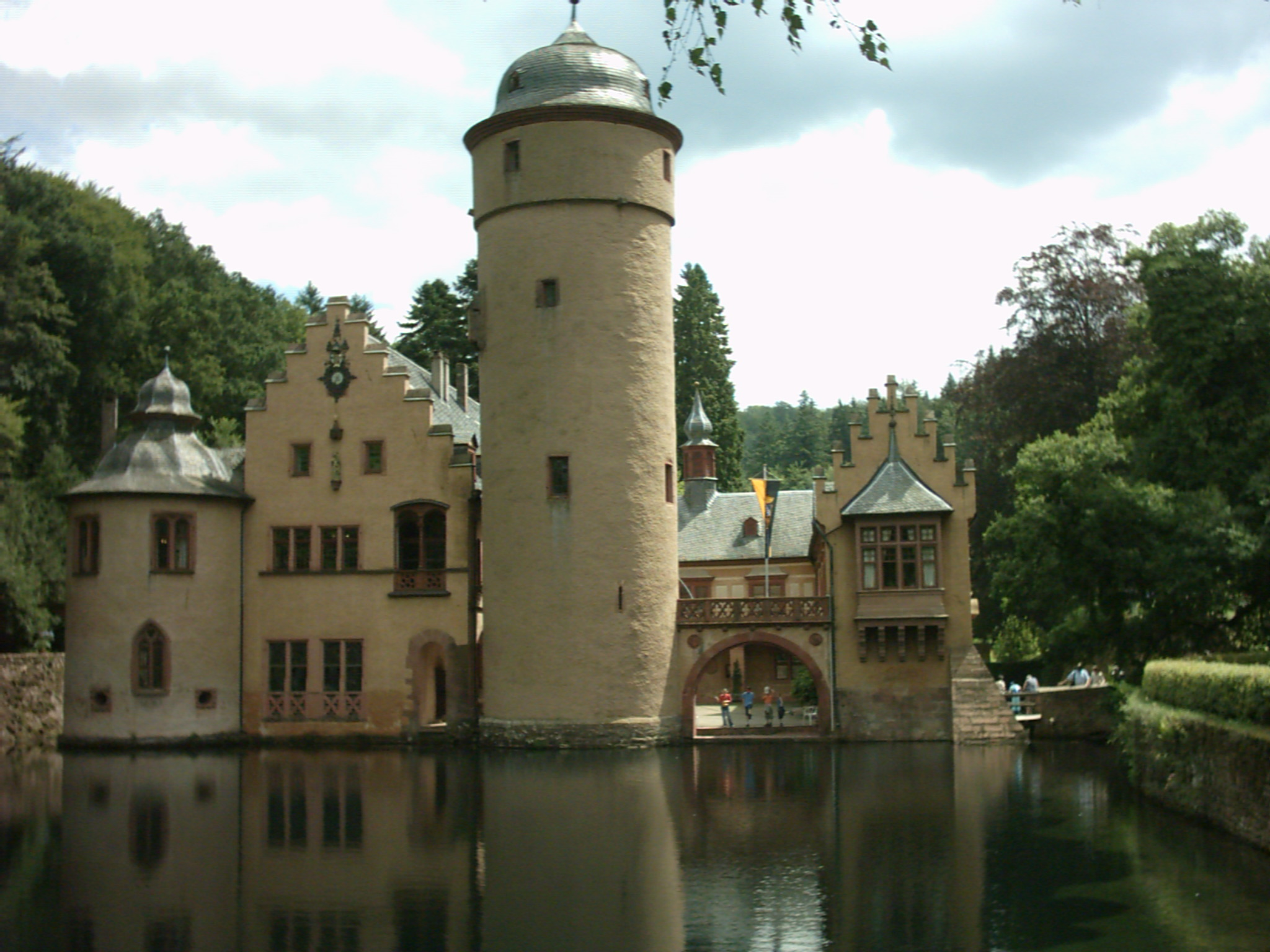
A mespelbrunni kastély

- A bajorországi Miltenberg város történelmi főtere, a bevezető jelenetben.
- A rablótanya jelenet a Münchentól délre fekvő Gleißental egykori kőbányájában készült.
- Bavaria Film Studios

## Érdekességek
- A filmben látható kastély mintegy tíz kilométerre van a fogadó feltételezett helyétől, így akár lehetett is volna a Sandau grófok kastélya.
- Liselotte Pulver fiatalon többször játszott a filmben is látható fiús karaktereket és kedvesen nőies naiva szerepeket. A három évvel későbbi Egy, kettő, három című filmben viszont egy jéghidegen nőies, platinaszőke szexbomba titkárnőt alakít.
- A Knollt és Funzent játszó Wolfgang Neuss és Wolfgang Müller „a két Wolfgang“ néven népszerű humorista és kabaréduó volt.

## A Spessart-filmek
- Kurt Hoffman három alkalommal dolgozta fel a témát. 
  - A spessarti fogadó, készült 1958-ban, játszódik 1820 körül
  - Kísértetkastély Spessartban, készült és játszódik 1960-ban
  - Spessarti szép napok, készült 1967-ben, időutazás kapcsán több idősíkon játszódik
- 1923-ban készült némafilm-változat „Das Wirtshaus im Spessart“ címmel
- 1981, Tündérmesék az éjszakában (Сказка, рассказанная ночью), szovjet film
- 2010-ben készült tévéváltozat „Im Spessart sind die Geister los“ címmel
- 1977-ben készült humoros szexfilm-változat „Das Lustschloß im Spessart“ címmel

## Díjak és jelölések
- Bambi-díj 1958 - Az év legsikeresebb német filmje
- Bambi-jelölés 1958 - Liselotte Pulver, legjobb színésznő
- Cannes-i filmfesztivál 1958, Aranypálma jelölés - Kurt Hoffman
- Deutscher Filmpreis Ezüst filmszalag-díj 1958 - Liselotte Pulver, legjobb női főszereplő
- Deutscher Filmpreis Arany filmszalag-jelölés 1958 - Hubert von Meyerinck, legjobb férfi mellékszereplő
- Ernst Lubitsch-díj 1958 - Kurt Hoffmann, Liselotte Pulver, Wolfgang Neuss

## Eredeti német mozielőzetes
- https://www.youtube.com/watch?v=-FOMHbWXnKA